# Star Crime
Star Crime (anteriormente FOX Crime) é um canal de televisão, lançado pela Fox Networks Group, que emite em vários países da Europa e da Ásia como Itália, Espanha, Indonésia, Portugal, Eslovénia e Bulgária. A sua programação baseia-se em várias séries temáticas sobre crime, investigação, mistério e noir.
O canal foi lançado pela primeira vez na Itália, em 2005, seguido de Hong Kong (3 de Maio de 2006), Japão (1 de Outubro de 2006), Singapura (2 de Outubro de 2006), Bulgária (13 de Outubro de 2006), Portugal (26 de Setembro de 2007), Vietname (29 de Outubro de 2007), Filipinas (1 de Janeiro de 2008), Indonésia, Tailândia (29 de Julho de 2008) e Índia (25 de Março de 2009).

## Star Crime Portugal
Em Portugal o canal foi lançado a 26 de Setembro de 2007 na grelha da TV Cabo Portugal, juntamente com o canal FX, no pacote Funtastic HD, sendo posteriormente lançado na TVTEL, AR Telecom, Cabovisão, MEO e SmartTV (Optimus Clix).